# 鸦雀科
是鸟纲雀形目的一个科，本科的鸟类过去曾被划分为鹟科、山雀科或画眉科（即现在的林鹛科），全世界共有16属37种，本科鸟类绝大多数分布于旧大陆，只有鹪雀莺分布于北美洲。该科以原鸦雀属为主体，其最初包含14个物种，后被拆分为多个不同的属，并与若干其它属共同组成了现今的鸦雀科。

## 分类
原「鸦雀属」经历多次分类变动，最初被拆分为共8个属，后将3个新属合并回鸦雀属，3个新属合并至金色鸦雀属：
- 鸦雀属 Paradoxornis（与台湾称为「鸦雀属」的Suthora不同）
  - 部分物种此前被拆分至震旦鸦雀属 Calamornis、褐鸦雀属 Cholornis、白胸鸦雀属 Psittiparus
  - 红嘴鸦雀属 Conostoma 在传统分类中为画眉亚科的独立属，被认为与「鸦雀属」接近，现也已合并至鸦雀属
- Suthora（中国大陆称为「金色鸦雀属」，台湾称为「鸦雀属」，与中国大陆称为「鸦雀属」的Paradoxornis不同）
  - 部分物种此前被拆分至 Sinosuthora（中国大陆称为“棕头鸦雀属”，台湾称为“漢鴉雀屬”）、黑眉鸦雀属 Chleuasicus、短尾鸦雀属 Neosuthora

以下两属拆分自雀鹛科雀鹛属：
- 金胸雀鹛属 Lioparus
- 褐鹛属 Fulvetta

以下各属在传统分类中为画眉亚科的独立属：
- 绿鹛属 Myzornis
- 山鹛属 Rhopophilus
- 宝兴鹛雀属 Moupinia
- 金眼鹛雀属 Chrysomma

其它：
- 鹪雀莺属 Chamaea：传统分类争议较大，不同学者将其归类为单独的「鹪雀莺科」，或归入长尾山雀科、山雀科、莺鹛科或林鹛科，现也被认为属于鸦雀科。[3][4]